# Mustela erminea muricus
Mustela erminea muricus es una subespecie de  mamíferos carnívoros  de la familia Mustelidae subfamilia Mustelinae de la especie de los armiños

## Distribución geográfica
Se encuentran en Norteamérica: Colorado, el suroeste de Montana, Idaho,  Washington, Nuevo México y Nevada.